# جوزفين رايت شابمان
جوزفين رايت شابمان (بالإنجليزية: Josephine Wright Chapman)‏ هي مهندسة معمارية أمريكية، ولدت في 1867 في فيتشبورغ في الولايات المتحدة، وتوفيت في 1943 في باث في المملكة المتحدة.